# Periproctus orestius
Periproctus orestius är en skalbaggsart som beskrevs av Hermann Julius Kolbe 1910. Periproctus orestius ingår i släktet Periproctus och familjen Melolonthidae. Inga underarter finns listade i Catalogue of Life.